# Катрина (ураган)
Ураган «Катрина» (англ. Hurricane Katrina) — самый разрушительный тропический циклон в истории США, который произошёл в конце августа 2005 года. Его магнитуда достигла 5 категории по шкале ураганов Саффира — Симпсона, что сделало его третьим по силе в сезоне 2005 года и восьмым по интенсивности ураганом Атлантического бассейна за всю историю наблюдений, после урагана Камилла 1969 года.
Наиболее тяжёлый ущерб от урагана «Катрина» был причинён Новому Орлеану в Луизиане, где под водой оказалось около 80 % площади города, а своих домов лишились примерно 700 тысяч человек. Стихийное бедствие сопровождалось техногенными авариями, разливами нефти, а также ростом преступности и беззакония. От их суммарных последствий погибли 1833 человека, а экономические потери достигли $125 млрд (оценка на 2005 год).
По оценке американских социологов ураган «Катрина» обнажил целый комплекс проблем, глубоко укоренившихся в американском обществе, изучение которых не прекратилось даже спустя пять лет после этого стихийного бедствия. Анализ обнародованных данных об уровне криминала, который его сопровождал, указывает, что количество грабежей и мародёрства, скорее всего, сильно занижено. Среди причин резкого обострения криминогенной обстановки называют прежде всего деградацию населения, упадок системы образования, высокий уровень безработицы и низкие заработки трудозанятых граждан.

## Предыстория ситуации в городе
Новый Орлеан и его окрестности становились жертвами стихийных бедствий начиная со времён своего основания в XVIII веке. Первый ураган полностью уничтожил Новый Орлеан в 1722 году, а за всю историю существования город испытал на себе действие как минимум тринадцати сильных ураганов в 1778, 1779, 1780, 1794, 1812, 1831, 1893, 1915, 1947, 1965 (ураган «Бетси»), 1969 (ураган «Камилла») и 2005 годах (ураган «Катрина»). В дополнение к этим бедствиям городская инфраструктура нередко страдала от наводнений на реке Миссисипи.
В течение десятилетий, предшествующих урагану «Катрина», Новый Орлеан находился в экономическом упадке. Его характер проявлялся в оттоке хорошо оплачиваемых рабочих мест из городской экономики из-за ухода промышленных производств и нефтяного бизнеса, а также — в распространении среди жителей бедности. Это, в свою очередь, привело в упадок систему городских образовательных учреждений. В дополнение к этому, потеря каждого высокооплачиваемого рабочего места на нефтепромышленных предприятиях приводила к потере примерно 2,5 рабочих мест в других секторах городской экономики. Как следствие, общее ухудшение экономического климата привело к росту афроамериканского населения, как в относительном, так и в абсолютном масштабе. С конца 1980-х по начало 1990-х в городе значительно вырос уровень насилия, например, в 1994 году количество совершённых убийств достигло 424. В 1996 году общегородская кампания, направленная на борьбу с насилием, позволила снизить это значение более чем на 60 %, доведя относительное количество убитых до 34 на 100 000 населения. Однако с 1999 до появления «Катрины» количество убийств в городе снова возросло более чем на 80 %.

## Метеорологическая история
Ураган «Катрина» возник в результате слияния тропической волны и остатков другой тропической депрессии 19 августа 2005 года недалеко от Малых Антильских островов. 23 августа возмущение организовалось в тропическую депрессию над юго-восточными Багамскими островами. Шторм усилился и превратился в тропический шторм Катрина утром 24 августа. Тропический шторм двинулся в сторону Флориды и стал ураганом всего за два часа до выхода на сушу между Халландейл-Бич и Авентурой утром 25 августа. Шторм ослабел над сушей, но он восстановил статус урагана примерно через час после вхождения в Мексиканский залив и продолжал усиливаться над открытыми водами. 27 августа шторм достиг интенсивности категории 3 по шкале ураганов Саффира—Симпсона, став третьим крупным ураганом сезона. Цикл замены стены глаза нарушил усиление, но заставил шторм почти удвоиться в размерах. После этого ураган Катрина быстро усилился над «необычно теплыми» водами Кольцевого течения, из урагана категории 3 в ураган категории 5 всего за девять часов.
Получив статус урагана категории 5 утром 28 августа, Катрина достигла пика своей силы в 18:00 по UTC с максимальными устойчивыми ветрами 175 миль в час (282 км/ч) и минимальным атмосферным давлением в центре 902 мбар (676,55 мм рт. ст.). Измерение давления сделало Катрину пятым по интенсивности ураганом в Атлантике за всю историю наблюдений на тот момент, позднее в этом сезоне её превзошли ураганы Рита и Вильма, а затем и Милтон в 2024 году. Впоследствии ураган ослаб из-за очередного цикла замены стены глаза, и Катрина во второй раз вышла на сушу в 11:10 по UTC 29 августа как ураган высшей категории 3 с устойчивыми ветрами 125 миль в час (201 км/ч) недалеко от Бурас-Триумфа, штат Луизиана. При выходе на сушу ураганные ветры распространились на 120 миль (190 км) от центра, а центральное давление шторма составило 920 мбар (690 мм рт. ст.). Пройдя через юго-восточную Луизиану и пролив Бретон, он совершил свой третий и последний выход на сушу около границы Луизианы и Миссисипи с устойчивыми ветрами скоростью 120 миль в час (190 км/ч), всё ещё при средней интенсивности урагана категории 3. Катрина сохраняла свою силу далеко в Миссисипи, в конечном итоге потеряв силу урагана более чем в 150 милях (240 км) вглубь страны около Меридиана, штат Миссисипи. Он был понижен до тропической депрессии около Кларксвилла, штат Теннесси; его остатки были поглощены холодным фронтом в восточном районе Великих озер 31 августа. Возникший внетропический шторм быстро переместился на северо-восток и затронул восточную Канаду.

## Подготовка
При продвижении урагана к Мексиканскому заливу началась эвакуация персонала с нефтяных платформ. С военных баз в Миссисипи и Флориде были эвакуированы самолёты, два корабля покинули порт. Президент США Джордж Буш объявил штаты Луизиана, Миссисипи, Алабама и Флорида зоной стихийного бедствия.
В воскресенье 28 августа 2005 года мэр Нового Орлеана объявил обязательную эвакуацию. Массовая эвакуация людей вызвала большие пробки на автострадах. Город и его окрестности покинули более миллиона человек, около 80 % местного населения. Перед магазинами и автозаправочными станциями выстроились длинные очереди. Беженцы пытались запастись водой, продуктами и бензином.
Однако не все жители были в состоянии эвакуироваться. Десятки тысяч горожан жили за чертой бедности и не имели денежных средств на дорогу, гостиницы. Общественный транспорт прекратил работу, и покинуть город без собственного автомобиля было крайне затруднительно. В Новом Орлеане осталось около 150 тыс. человек, преимущественно жителей бедных районов. 28 августа городские власти предложили оставшимся в городе в качестве пристанища крытый стадион «Супердоум». Убежища в «Супердоуме» искали около 30 тысяч человек.

## Развитие событий
В понедельник, 29 августа 2005 года ураган «Катрина» достиг юго-восточного побережья США в районе штатов Луизиана и Миссисипи. В зону его действия попали штат Луизиана, юг и центр Миссисипи, юг Алабамы, запад Джорджии, запад и юг Флориды.

### Луизиана
70 процентов Нового Орлеана лежит ниже уровня моря, город с трёх сторон окружён водой: Мексиканский залив, река Миссисипи и озеро Пончартрейн.
Рано утром 29 августа дамбы, которыми был защищён Новый Орлеан, оказались прорванными в нескольких местах. Началось затопление города и побережья. Крыша «Супердоума» была повреждена сильнейшим ветром. Затопленные районы города оставались под водой около двух недель, спасение людей оттуда проводилось с помощью лодок и вертолётов.
- Затопленный Новый Орлеан

### Миссисипи
Прибрежные районы штата Миссисипи, включая крупную агломерацию Галфпорт — Билокси — Паскагула, оказались сильно повреждены. Районы, расположенные в непосредственной близости от Мексиканского залива, были полностью разрушены.

### Прочие
- 800 тысяч человек остались без электроэнергии и телефонной связи[14].
- Официально подтверждённое число жертв составило 1407 человек, по более поздним данным 1600[15], из них более 720 — в Новом Орлеане; кроме того, на декабрь 2005 года 47 человек пропали без вести[16]. Во время проведения спасательных операций (сентябрь 2005) были высказаны предположения о многих тысячах или десятках тысяч жертв, но они не подтвердились.
- По опросу американского журнала Newsweek, только 38 % опрошенных одобряли деятельность Буша и его администрации и как они справлялись с последствиями стихии[17]. По результатам опроса, проведённого в сентябре 2005 года исследовательским центром Pew, рейтинг одобрения Буша составил 40 %[18].

### Преступность
После прорыва дамбы 29 августа 2005 года город захлестнула волна преступности ввиду того, что большая часть полицейских сил была направлена на поисково-спасательные мероприятия. Отмечается, что грабёж брошенных и незанятых домов оставался проблемой спустя несколько месяцев после начала стихийного бедствия. Высокий уровень криминала может быть объяснён такими макросоциологическими особенностями Нового Орлеана, как возросшая концентрация бедности в присутствии субкультур, связанных с насилием. По заключению Конгресса США, город охватила «эпидемия насилия», в ходе которой количество убийств перевалило за 93 случая на 100 000 населения.
30 августа телекомпания CNN сообщила о массовом мародёрстве в городе. По данным телекомпании, «сотни и сотни людей» в районе улицы Канал-стрит и на границе «Французского квартала» разбивают стекла в магазинах, вынося из них товары.
1 сентября СМИ сообщили об обстреле городской больницы. По словам врача, больница несколько раз подверглась обстрелу. Стрельба велась в момент, когда производилась погрузка больных для транспортировки, ранее были обстреляны лодки с перевозимыми больными, одна из которых перевернулась.
1 сентября представитель Федерального агентства по чрезвычайным ситуациям США заявила о временном прекращении спасательных работ в связи с преступными посягательствами. По словам представителя береговой охраны, спасатели избегают посещать районы, где слышна стрельба.
Эвакуация жителей Нового Орлеана в соседние населённые пункты вызвала обострение криминогенной ситуации и в них. Например, ответственность за гангстерские войны в Хьюстоне была возложена на выходцев из Нового Орлеана. С ними в Хьюстоне был также связан прирост в количестве умышленных убийств с 2,53 до 3,19 на 100 000 человек населения. По данным хьюстонского департамента полиции эвакуированные граждане Нового Орлеана имели отношение к каждому пятому убийству, совершённому в пределах Хьюстона.

## Действия властей
На 8 сентября в спасательной операции в зоне бедствия участвовало 43 тыс. бойцов Национальной гвардии США, 4 тысячи служащих береговой охраны и около 15 тыс. военнослужащих регулярной армии.

Действия представителей власти подвергались критике. Сенатор от Луизианы, республиканец Дэвид Виттер поставил самую низкую оценку администрации Буша за усилия правительства по ликвидации последствий катастрофы. Американский режиссёр и общественный деятель Майкл Мур в сентябре 2005 года в открытом письме обвинил руководство страны в сокращении расходов на инженерные войска, что, по его мнению, привело к тяжёлым последствиям. Мур также отметил:
В тот день, когда на город обрушился ураган, мистер Буш, Джон Маккейн (сенатор) со своими богатыми друзьями потчевали себя тортом. А потом на протяжении всего дня Буш играл на гитаре, которую ему дал какой-то исполнитель «кантри». И все это — когда Новый Орлеан утопал в воде.
Нью-Йоркский рэпер Мос Деф на улице исполнил Dollar Day (другое название «Katrina Clap»), обвинявшую президента в несвоевременной и недостаточной реакции на стихийное бедствие, и был арестован за выступление без разрешения.
В 2006 году около 60 % жителей США, согласно опросам общественного мнения, с пессимизмом оценивали способности властей противостоять природным бедствиям.

## Размах явления, ущерб и последствия
Ураган накрыл площадь примерно 90 тысяч квадратных миль и уничтожил жилища примерно 700 000 человек. Его разрушительный эффект усилился техногенными происшествиями на промышленных предприятиях, во время которых разливы нефтепродуктов привели к токсическому загрязнению окрестностей Нового Орлеана. Было зафиксировано не менее десяти крупных утечек нефти общим объёмом более 8 миллионов галлонов. В дополнение к ним американская береговая охрана доложила о 134 утечках нефти объёмом менее 10 000 галлонов по территории штата Луизиана. Общая оценка полного объёма разлитой нефти составляет от 8 до 9 миллионов галлонов, что делает утечки после урагана «Катрина» самыми крупными после катастрофы танкера «Эксон Валдиз».
После откачки загрязнённой воды из города в озеро Пончартрейн началось проникновение в Мексиканский залив токсичных и биотоксичных химикатов. Городская почва и жилищный фонд оказался загрязнённым агрессивными веществами, среди которых были зарегистрированы бензол, свинец, диоксины, формальдегид и многие другие. Не вызывает сомнений, что присутствие этих токсинов окажет долгосрочное влияние на экологическую обстановку в пределах городской черты. Среди пострадавших от урагана «Катрина» наблюдается повышенный уровень респираторных заболеваний, например, так называемый «кашель Катрины», приобретённый вследствие загрязнения разрушенной инфраструктуры и вдыхания вредной пыли. Кроме этого, среди выживших остро стоит проблема психических отклонений, которая усугубляется отсутствием достаточного количества медицинских учреждений, способных оказать помощь.
По оценкам 2007 года полный экономический ущерб составил 125 млрд долл. На восстановление пострадавших районов Конгресс США выделил 110 млрд долларов.
По состоянию на август 2006 года, более 100 тысяч семей проживали в трейлерах, представленных FEMA в связи с утратой жилища.
К 2008 году население города составляло 60 %, а городская зона имела около 41 % рабочих мест от того количества, которые существовали до урагана. Примерно 150 000—160 000 строений были разрушены или повреждены до такого состояния, когда ремонт уже не имеет смысла. Социальные службы функционировали не более, чем вполовину от уровня, предшествующего стихийному бедствию, сеть городских автобусов использовалась на 17 %, газовая служба на 41 %, а электроснабжение на 60 %.